# Џин (пиће)
Џин (енгл. gin) је дестиловано алкохолно пиће ароматизовано клекиним бобицама (Juniperus communis) и другим биљкама, као што су разне траве, семена, бобице и корење. Енглески џин (најчешћа подврста) је добијен на бази 75% кукуруза, 15% јечменог квасца и 10% других житарица. Најчешће се служи са ледом, лиметом (зеленим лимуном) и у комбинацији са тоником.

## Етимологија
Назив џин (gin) је скраћени облик старије енглеске речи genever, која је повезана са француском речју genièvre и холандском речју jenever. Све оне ултиматно потичу од juniperus, латинског за клеку.

## Историја

### Порекло: помињања из 11. и 13. века
Најраније познато писано спомињање женевера појављује се у енциклопедијском делу из 13. века Der Naturen Bloeme (Бриж), а најранији штампани рецепт за женевер датира из дела Een Constelijck Distileerboec (Антверпен) из 16. века.
Монаси су га користили за дестилацију оштрих, ватрених, алкохолних тоника, од којих је један био дестилован од вина натопљеног бобицама клеке. Правили су лекове, па отуда и клека. Као лековита биљка, клека је вековима била суштински део лекарског прибора: Римљани су палили гране клеке ради прочишћавања, а лекари су током куге клеком пунили кљунове својих маски против куге да би их наводно заштитили од црне смрти. Широм Европе апотекари су делили тоник од клеке за кашаљ, прехладу, болове, натегнуће, руптуре и грчеве. Ово су били популарни лек за све, мада су неки мислили да су ова тоник-вина мало превише популарна и да су се конзумирала ради уживања, а не у медицинске сврхе.

### 17. век
Лекару Францискус Силвиус су погрешно приписане заслуге за проналазак џина средином 17. века, иако је постојање женевера потврђено у драми Филипа Масингера Милански војвода (1623), када је Силвиус имао око девет година. Даље се тврди да су енглески војници који су пружили подршку у Антверпену против Шпанаца 1585. године, током Осамдесетогодишњег рата, већ пили женевер због његовог умирујућег дејства пре битке, од чега се верује да потиче и термин холандска храброст.
До средине 17. века, бројни мали холандски и фламански дестилатори су популаризовали поновну дестилацију алкохолног пића од сладног јечма или сладног вина са клеком, анисом, кимом, коријандером, итд, који су се продавали у апотекама и користили за лечење медицински проблеми као што су болести бубрега, лумбага, стомачне болести, камен у жучи и гихта. Џин се појавио у Енглеској у различитим облицима почетком 17. века, а у време рестаурације Стјуарта, накратко је оживео. Џин је постао много популарнији као алтернатива брендију, када су Вилијам III, II и I и Мери II постали косусуверени Енглеске, Шкотске и Ирске након што су предводили Славну револуцију. Нарочито у сировим, инфериорним облицима, већа је била вероватноћа да ће бити зачињен терпентином. Историчарка Анђела Макшејн описала га је као „протестантско пиће“ јер је његов успон донео протестантски краљ, подстичући своје армије у борби против католика Ираца и Француза.

### 18. век
Конзумација џина у Енглеској значајно је порасла након што је влада дозволила нелиценцирану производњу џина, а истовремено је наметнула велику царину на сва увезена жестока пића као што је француски бренди. Ово је створило веће тржиште за јечам лошег квалитета који није био погодан за прављење пива, и током 1695–1735 хиљаде џин-радњи се појавило широм Енглеске, у периоду познатом као џин лудило. Због ниске цене џина, у поређењу са другим пићима доступним у исто време, и на истој географској локацији, сиромашни су почели да редовно конзумирају џин. Од 15.000 локала за пиће у Лондону, не укључујући кафиће и продавнице чоколаде за пиће, више од половине су биле џин продавнице. Пиво је задржало здраву репутацију, јер је често било безбедније пити кувано пиво него нечисту обичну воду. Џин је, међутим, окривљен за различите друштвене проблеме, и можда је био фактор у већој стопи смртности која је стабилизовала раније растућу популацију Лондона. Репутацију ова два пића илустровао је Вилијам Хогарт у својим гравурама Beer Street and Gin Lane (1751), које је Би-Би-Си описао као „вероватно најмоћнији постер против дроге икада замишљен“. Негативна репутација џина опстаје и данас у енглеском језику, у терминима као што су gin mills или америчка фраза gin joints за описивање лоших барова, или натопљени џином за пијанце. Епитет мајчина руина је уобичајено британско име за џин, чије је порекло предмет текућих дебата.
У Лондону почетком 18. века, много џина је легално дестилисано у стамбеним кућама (процењено је да је 1726. било 1.500 стамбених дестилерија) и често је био ароматизован терпентином да би се створиле смоласте дрвене ноте поред клеке. Још 1913. године, Вебстеров речник наводи без даљег коментара, „'обични џин' је обично ароматизован терпентином".
Холандски или белгијски џин, такође познат као женевер или геневер, еволуирао је од алкохолних пића од винског слада и знатно је другачије пиће од каснијих стилова џина. Шидам, град у провинцији Јужна Холандија, познат је по својој историји која производње женевера. Исто за Хаселт у белгијској покрајини Лимбург. Стари (oude) стил женевера остао је веома популаран током 19. века, где су се у популарним америчким водичима за бармена пре прохибиције називао холандским или женевским џиновима.

### 19–20 век
Проналазак и развој колоне за дестилацију (1826. и 1831) учинио је дестилацију неутралних алкохолних пића практичном, омогућавајући тако стварање „лондонског сувог“ стила који је еволуирао касније у 19. веку.
Национални Женевер музеји налазе се у Хаселту у Белгији, и Шидаму у Холандији.

### 21. век
Од 2013. године, џин је био у периоду успона широм света, са многим новим брендовима и произвођачима који су ушли у категорију што је довело до периода снажног раста, иновација и промена. Недавно су популаризовани ликери на бази џина, који су досегли тржиште ван оних на којима се традиционално пије џин, укључујући „ружичасти џин“ са укусом воћа и обично обојен, џин од рабарбаре, зачињен џин, љубичасти џин, џин од крваве поморанџе и џин са трњинама. Растућа популарност и неконтролисана конкуренција довели су до тога да потрошачи помешају џин са ликерима од џина, а многи производи прелазе, померају или крше границе утврђених дефиниција у периоду настанка индустрије.